# Erioptera (Erioptera) funesta
Erioptera (Erioptera) funesta is een tweevleugelige uit de familie steltmuggen (Limoniidae). De soort komt voor in het Australaziatisch gebied.